# 七滦铁路

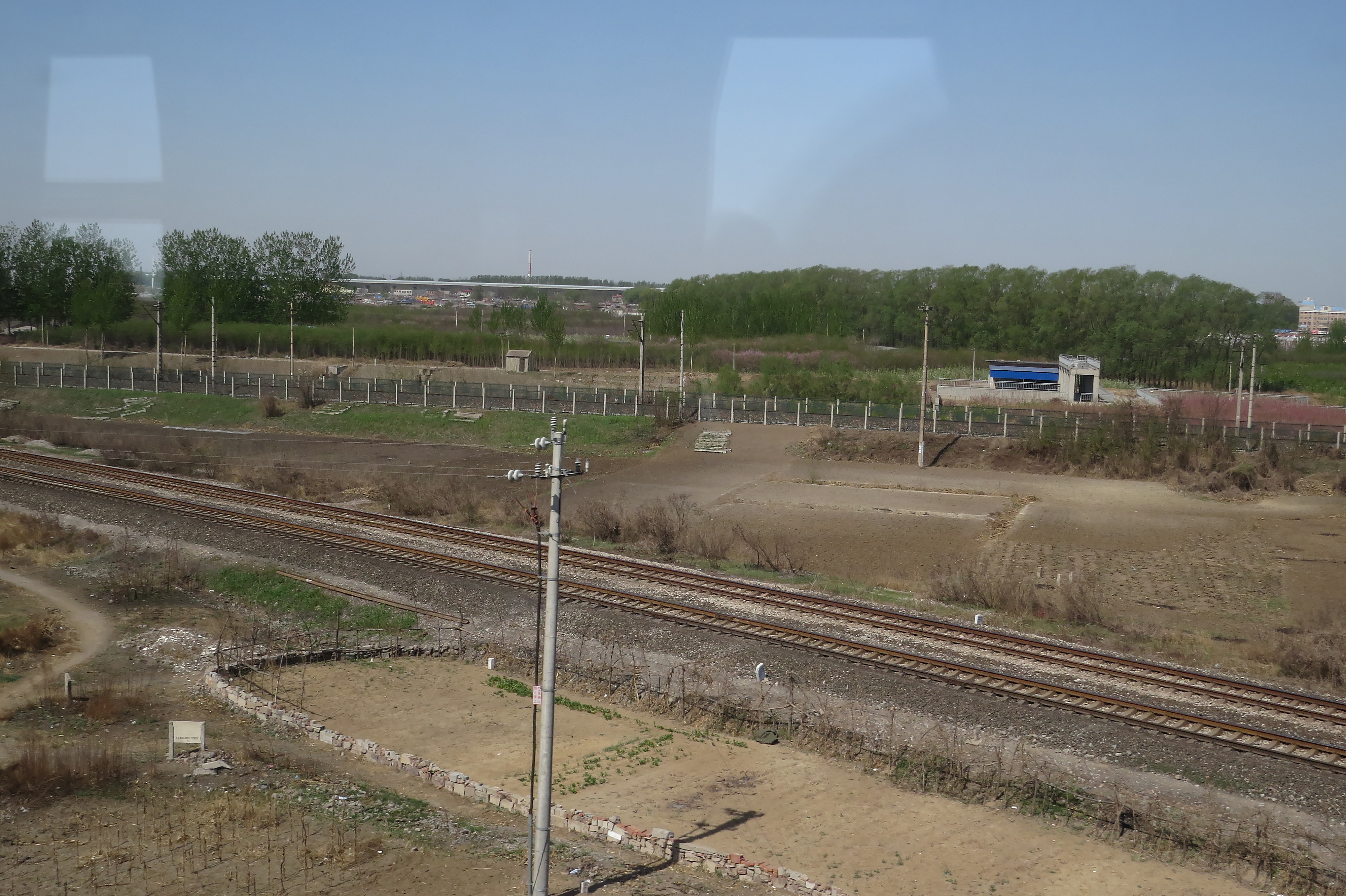
七滦铁路

津山铁路七道桥-滦县支线是津山铁路在河北省唐山市内的一条支线，从豐南區的七道桥站到滦州市的滦县站，依次经过路南区、开平区和古冶区。该支线的历史可以追溯到1881年建成的唐胥鐵路；在后来的历次延长后，该支线所在的区间也成为了中国第一条干线铁路——关内外铁路的一部分。唐山大地震后，唐山市的经济和工业发展遭到严重打击。为迅速恢复工业生产和生活水平，铁道部和铁三院根据开滦矿务局的资料，提出了将京山铁路正线改道的计划。1996年6月28日，当最后一列客车离开唐山老站（现唐山南站）后，京山铁路的正线区间变更为七道桥-狼窝铺-滦县一段，而本线则改为以煤矿运输为主的专用铁路。

## 背景
七滦支线的历史可以追溯到1881年通车的唐胥鐵路，当时从唐山-胥各庄的线路就是今天七滦铁路唐山南站-胥各庄站区间。
胥各庄和滦县有着中国第一批煤矿，而且存量巨大。铁路的修建方便煤炭从煤矿运往各地，然而煤矿的不断开采影响到了铁路的安全；在1907年，由于开滦矿务局无节制地开采煤矿，京奉铁路出现了地陷，最后老唐山站不得不在原址以北1公里处重建；从1980年开始，七道桥-滦县区间就因为煤炭的开挖，出现了地基下沉，而且在不断加剧。

## 历史

### 作为正线
在唐胥铁路不断延长中，线路从最初的唐山-胥各庄，在1894年时延长为天津-榆关，其中就包括今天的七道桥-古冶-滦县区间。自通车起，此区间就一直是京奉铁路的正线区间；在京奉铁路一分为二后，此区间依然是京山铁路的正线区间，里程为245.2公里（七道桥站）至313公里（滦县站）。

### 改线
开滦矿务局发现了七道桥-滦县区间地下高达7亿吨的煤炭储量，便在1973至1974年间多次向国家计委、建委、燃料化学工业部和铁道部提出改线的建议。然而，铁道部一直反对这个提议，因为新线路将增加21千米的路程。唐山大地震后，为恢复唐山市的发展，增加开滦煤矿的产量，国务院下令将京山铁路在唐山市的区间改道。1979年，京山铁路改线工程动工，随后狼窝铺-滦县段在1986年底即完成改造，而七道桥-狼窝铺段则一直到1994年11月才开通。1996年6月28日，当最后一趟旅客列车离开了老唐山火车站后，七道桥-古冶-滦县区间不再承担干线的客货运任务，而是主要负责煤炭的外运。

### 作为支线
虽然自1996年6月起，此区间成为了支线，但是路面沉降的问题，以及对行车安全的威胁自1980年代起就依然存在。从2018年大年初五开始，中铁十八局便开始对本线进行改造。被改造区间位于丰南区与路南区之间，长3.076公里。5月13日，工程验收顺利通过，5月15日正式通车运营；随后，七滦支线行车速度由原来25公里/小时提升到45公里/小时，运力和运量也相应增加。

## 运营
2017年11月，利用七滦铁路开行的有轨电车试运营，但目前已无运营消息，部分站点已位于中国铁路源头博物馆——蒸汽机车观光园内。
2018年1月18日，在改线20年后，七滦支线恢复客运，线上开始开行唐山市第一条市郊列车线路。7时20分，从唐山南站开往古冶站的K7651次列车拉响长笛，缓缓驶出站台。该线路开行的车次为快速列车，来往于唐山南站和古冶站之间，运行里程25公里，耗时26分钟、票价仅仅4元，日均发送旅客600人左右。相比起走向相似的公交线路，这条市郊铁路能节省近1小时，方便了往返古冶区和市区之间市民的出行。本线不实行实名制售票。
列车每天往返5对，车厢为使用了15年的中国铁路25B型客车，共4节车厢，能容纳460余人。
| 时刻表 | 时刻表        | 时刻表      | 时刻表 | 时刻表      | 时刻表        |
| 始发   | 始发          | 始发        | 终到   | 终到        | 终到          |
| 车次   | 开点          | 到点        | 车次   | 开点        | 到点          |
| ------ | ------------- | ----------- | ------ | ----------- | ------------- |
| K7651  | 7:10唐山南开  | 7:36古冶到  | K7652  | 7:55古冶开  | 8:21唐山南到  |
| K7653  | 12:30唐山南开 | 12:56古冶到 | K7654  | 13:30古冶开 | 13:56唐山南到 |
| K7655  | 14:30唐山南开 | 14:56古冶到 | K7656  | 15:30古冶开 | 15:56唐山南到 |
| K7657  | 16:30唐山南开 | 16:56古冶到 | K7658  | 17:50古冶开 | 18:16唐山南到 |
| K7659  | 18:50唐山南开 | 19:16古冶到 | K7660  | 19:50古冶开 | 20:16唐山南到 |

为开通此线路，古冶区委、区政府投资了420万元，以修缮古冶火车站的月台、站前广场和候车室，及加装照明和监控设备。

## 车站列表
| 名称   | 建成时间 | 原京山铁路里程（公里） | 位置   | 位置   | 连接线路          |
| ------ | -------- | ---------------------- | ------ | ------ | ----------------- |
| 七道桥 | 1977     | 245.2                  | 唐山市 | 丰南区 | 津山铁路 唐曹铁路 |
| 胥各庄 | 1881     | 254.8                  | 唐山市 | 丰南区 | 联络线往丰南站    |
| 唐山南 | 1882     | 264.3                  | 唐山市 | 路南区 | 唐遵铁路          |
| 开平   | 1889     | 273.8                  | 唐山市 | 路南区 |                   |
| 洼里   |          | 280.4                  | 唐山市 | 路南区 |                   |
| 古冶   | 1889     | 289.5                  | 唐山市 | 古冶区 |                   |
| 卑家店 | 1921     | 294.9                  | 唐山市 | 古冶区 | 卑水铁路          |
| 雷庄   |          | 303.5                  | 唐山市 | 滦州市 |                   |
| 滦县   | 1892     | 311.4                  | 唐山市 | 滦州市 | 京哈铁路          |